# Erpobdella testacea
Erpobdella testacea är en ringmaskart som först beskrevs av Savigny 1820.  Erpobdella testacea ingår i släktet Erpobdella, och familjen hundiglar. Arten är reproducerande i Sverige.